# Himantura undulata
Himantura undulata ist eine Art aus der Familie der Stechrochen (Dasyatidae). Er lebt weitverbreitet im Indopazifik und kommt in Küstennähe auf weichen Bodengründen zwischen den Breitengraden 30° Nord und 24° Süd vor. Sein Verbreitungsgebiet reicht vom Golf von Bengalen nördlich bis zu den Ryūkyū-Inseln, bis nach Neuguinea und der Torres-Straße und südlich bis zur Küste von Nordaustralien. Ein früher vermutetes Vorkommen im westlichen Indischen Ozean hat sich nicht bestätigt.

## Merkmale
Himantura undulata kann, einschließlich des langen Schwanz, eine maximale Länge von bis zu 4,10 Metern erreichen. Die rhombenförmige Körperscheibe wird maximal 1,4 Meter breit. Die Schnauze ist spitz. Zusammen mit den nach vorn ausgedehnten und mit dem Kopf verwachsenen Brustflossen bildet sie einen stumpfen Winkel. Die Körperscheibe ist etwas länger als breit, der Schwanz sehr lang und schlank. Bei Jungfischen kann er, wenn unbeschädigt, 3,5 mal so lang wie die Körperscheibe sein. Die Gesamtlänge der Fische bei Eintritt der Geschlechtsreife beträgt üblicherweise 85 bis 90 Zentimeter. Auf der Schwanzoberseite befindet sich ein Stachel aber keine Rückenflosse. Die Bauchflossen sind klein. Die Augen sind klein, der Abstand zwischen den Augen und den direkt dahinter liegenden Spritzlöchern ist groß. Das Maul ist schmal, die Lippenfurchen schwach entwickelt, die äußeren Nasenlöcher lang und schmal. Auf der Schulterregion befindet sich ein vergrößerter Stachel, der oft von kleineren Dornen umgeben ist. Auf der oberen Mittellinie des Schwanzes finden sich keine großen Dornen.
Die Oberseite von Körper und Schwanz ausgewachsener Exemplare ist gelblich oder bräunlich und mit einem dichten Muster von leopardenähnlichen dunklen Ringen gezeichnet. Jungfische haben eine graubraune Farbe und große schwarze Flecken deren Abstände nur wenig schmaler sind als der Durchmesser der größten Flecken. Auf dem körpernahen Teil des Schwanzes tragen sie auf jeder Seite eine Reihe dunkler Punkte.
Wie alle Stechrochen ist Himantura undulata ovovivipar.